# Pius Schwizer
Pius Schwizer (13 agosto 1962) è un cavaliere svizzero, vincitore della medaglia di bronzo nel salto ostacoli a squadre alle olimpiadi di Pechino 2008.

## Palmarès
- Olimpiadi

Pechino 2008: bronzo nel salto ostacoli a squadre.